# 福田久雄
福田 久雄（ふくだ ひさお、1905年1月3日 - 1984年2月16日）は、日本の経営者。大阪商船三井船舶(現在の商船三井)社長を務めた。徳島県出身。

## 経歴・人物
1925年に東京商科大学専門部を卒業し、同年に大阪商船に入社した。
1953年5月に取締役に就任し、1957年11月に専務、1959年5月に副社長を経て、1967年5月に社長に就任。1972年5月に会長、1975年5月に取締役相談役を経て、1976年6月には相談役に就任。
1973年11月に藍綬褒章を受章し、1975年4月に勲二等旭日重光章を受章。
1984年2月16日肺炎のために死去。79歳没。